# Assyriska självständigheten
Assyrisk självständighet var en fråga som kom upp efter första världskriget och det Osmanska rikets fall. 
År 1917 skrev Freydun Atturaya av Assyriska Socialistpartiet sin Urmia Manifesto of the United Free Assyria.
Under förhandlingarna som ledde till Freden i Sèvres dök 1919 en nationalistisk exilorganisation vid namn Assyrian National Association of America upp. De krävde ett stort område för att upprätta en egen nationell assyrisk stat dit de kristna flyktingar från "Svärdets år" (Seyfo) skulle kunna återvända.
Assyrienfrågan brukar man benämna en konflikt i Irak mellan Irak och assyriska grupperingar som vill ha en självständig assyrisk provins. Partier som Assyriska demokratiska rörelsen försöker verka för en sådan provins i nordvästra Irak med området utanför Nineve som utgångspunkt. Denna konflikt har pågått under hela förra seklet, ända sedan de moderna statsgränserna skapades i området har vissa grupper krävt en egen stat för de assyrier som finns, inte minst i nordvästra Irak.
Partier som Bet-Nahrain Democratic Party (BNDP) och Assyria Liberation Party (GFA) verkar också för en självständig assyrisk region, som sedan ska leda till ett fritt och självständigt Assyrien. Många assyriska ledare är kritiska till att assyrier inte har en egen provins. De kallar det för ”en internationell skandal”. Ledarna menar att assyrierna måste få provinsen snabbt för att de skall få en plats att känna sig trygga.
I de turkiska och syriska delarna av det område som skulle kunna komma att utgöra Assyrien verkar assyriska partier för ökade rättigheter för den assyriska minoriteten.